# Faint (песня)
«Faint» (с англ. — «Слабый») — второй сингл c альбома Meteora американской рок-группы Linkin Park, выпущенный 9 июня 2003 года.
В 2004 году был создан официальный мэшап-трек «Jigga What/Faint», который был включён в совместный альбом Collision Course, записанный совместно с рэпером Jay-Z. После успеха песни DJ Роб Боскемп для телеканала MTV создал мэшап «Faint» и «Toxic» (Бритни Спирс), на данный мэшап также был создан видеоклип.

## Видеоклип
Режиссёр — Марк Романек. Видеоклип стилизован под концерт. Большую часть клипа видно лишь тёмные контуры музыкантов, так как видеосъёмка производится со сцены под контровым светом мощных прожекторов. Лишь на последнем припеве камеры смещают в зрительный зал, и становится видно, что сцена представляет собой декорацию заброшенного здания, покрытого граффити.

## Список композиций
Слова и музыка всех песен — Linkin Park.
| №  | Название                 | Длительность |
| -- | ------------------------ | ------------ |
| 1. | «Faint»                  | 2:42         |
| 2. | «One Step Closer» (Live) | 3:41         |
| 3. | «Faint» (Live Video)     |              |

| №  | Название                                 | Длительность |
| -- | ---------------------------------------- | ------------ |
| 1. | «Faint»                                  | 2:42         |
| 2. | «Lying from You» (Live at LPU Tour 2003) | 3:06         |
| 3. | «Somewhere I Belong» (Music Video)       |              |

| №  | Название                 | Длительность |
| -- | ------------------------ | ------------ |
| 1. | «Faint»                  | 2:42         |
| 2. | «Lying From You» (Live)  | 3:06         |
| 3. | «One Step Closer» (Live) | 3:41         |

## Чарты
Сингл «Faint» был официально выпущен в США на радио 1 июля в 2003 году. А на следующей неделе он дебютировал в Billboard Hot 100. «Faint» попал на 48 строчку чарта на восьмой неделе и оставался до пятнадцатой недели.
«Faint» достиг тридцатого места на канадском Singles Chart.
Песня была выпущена в Австралии, Европе и Новой Зеландии 22 июля 2003 года.
| Чарт (2003)                  | Позиция |
| ---------------------------- | ------- |
| Australia Singles Chart      | 25      |
| Austria Singles Chart        | 27      |
| Belgium Singles Chart        | 44      |
| Germany Singles Chart        | 40      |
| Ireland Singles Chart        | 26      |
| Netherlands Singles Chart    | 40      |
| Sweden Singles Chart         | 49      |
| Switzerland Singles Chart    | 32      |
| United Kingdom Singles Chart | 15      |
| Japanese Singles Chart       | 67      |
| Eurochart Hot 100 Singles    | 57      |
| U.S. Billboard Hot 100       | 20      |
| U.S. Modern Rock Tracks      | 1       |
| U.S. Mainstream Rock Tracks  | 2       |
| UK Singles Chart             | 15      |

### Сертификации
| Регион                                                      | Сертификация | Продажи  |
| ----------------------------------------------------------- | ------------ | -------- |
| США (RIAA)                                                  | Золотой      | 500,000* |
| ^ Данные о тиражах приведены только на основе сертификации. |              |          |